# مانا آقایی
مانا آقایی (زاده ۱۳۵۲ بوشهر) شاعر و مترجم، اهل ایران است..
آقایی کارشناس ارشد زبان‌های ایرانی از دانشگاه اوپسالای سوئد و یکی از بنیان‌گذاران و گردانندگان پادکست شعروفون است. مانا آقایی در سال ۱۳۶۶ همراه خانواده به استکهلم مهاجرت کرده‌است. وی دخترِ نویسنده و شاعر ایرانی شیرزاد آقایی و همسر اشک دالن است.

## آثار منتشر شده
مجموعه اشعار:
- مرگ اگر لب‌های تو را داشت (چاپ اول: ۱۳۸۲ ، انتشارات شروع، ایران)، (چاپ دوم: ۱۳۹۴، نشر اچ اند اس مدیا، لندن)
- من عیسی بن خودم (۱۳۸۶)، انتشارات آلفابت ماکسیما، سوئد.
- زمستان معشوق من است (چاپ اول: ۱۳۹۱، نشر سیپرس، سوئد)، (چاپ دوم: ۱۳۹۵، نشر اچ اند اس مدیا، لندن)
- من یک روز داغ تابستان دنیا آمدم (۱۳۹۱)، (گزیده‌ای از سه اثر فوق) نشر بوتیمار، ایران.
- سه پیاله شعر (۱۳۹۲)، (مجموعه‌ای مشترک با رباب محب و روشنک بیگناه) گروه انتشارات آزاد ایران، آلمان.

آثار تحقیقی:
- فرهنگ نویسندگان ایرانی در سوئد (به زبان سوئدی) (۱۳۸۱)، نشر نینا، سوئد.
- کتابشناسی شعر زنان ایران از ۱۳۲۰ تا ۱۳۸۳" (۱۳۸۶)،انتشارات آلفابت ماکسیما، سوئد.

ترجمه‌ها:
- هواپیمایی به آرامی سنجاقک:دوازده شاعر از آسیای دور (۱۳۹۲)، انتشارات بوتیمار، ایران.
- دوچرخهٔ بال‌دار: هایکو سوئدی (۱۳۹۶)، (با لیلا فرجامی)، انتشارات هشت، ایران.
- گل‌های یک‌روزه: گزیده اشعار کو ئون (۱۳۹۸)، (با رباب محب)، نشر سیب سرخ، ایران.

آثار در دست انتشار:
- گزیده‌ای از اشعار شاعر کره‌ای «کو اون».
- آنتولوژی شعر معاصر ایران (به سوئدی).

پاره‌ای از اشعار مانا آقایی به زبان‌های دیگر از جمله انگلیسی، سوئدی، ترکی استانبولی، عربی و آلمانی ترجمه شده و در نشریات و سایت‌های مختلف به چاپ رسیده‌اند.
از مانا آقایی تعدادی مقاله نیز در زمینهٔ ادبیات فارسی در مهاجرت به زبان سوئدی منتشر شده‌است.
مجموعهٔ «من یک روز داغ تابستان دنیا آمدم» در نظرسنجی یی که ماهنامهٔ تجربه (سال سوم، شمارهٔ فروردین ۱۳۹۱) از میان نزدیک به ۵۰ منتقد شعر در دو نوبت انجام داده بود، جزو ۱۸ کتاب برگزیده سال ۱۳۹۱ اعلام شد.